# هیولا (مجموعه نمایش خانگی)
هیولا یک مجموعه ایرانی در ژانر طنز سیاسی به کارگردانی مهران مدیری، تهیه‌کنندگی سید مصطفی احمدی و مهران مدیری و نویسندگی امیر برادران است. طراح و سرپرست فیلم‌نامه این مجموعه، پیمان قاسم‌خانی است. این مجموعه هفتمین همکاری مدیری و قاسم‌خانی است. فیلم‌برداری فصل اول از آذر ۱۳۹۷ آغاز گردید و تا اردیبهشت ۱۳۹۸ به‌طول انجامید. پخش نخستین فصل این مجموعه از تاریخ ۹ اردیبهشت ۱۳۹۸ آغاز شد و در ۲۵ شهریور ۱۳۹۸ به پایان ‌رسید.
داستان این مجموعه، خانوادهٔ شرافت را نشان می‌دهد، که از زمان پادشاهی احمدشاه می‌خواهند با شرافت زندگی کنند و همین با شرافت زندگی کردنشان دردسرهای زیادی برایشان درست کرده و آن‌ها را به فقر می‌کشاند. هوشنگ شرافت، سرپرست خانواده پس از مدت‌ها از شریف‌بودن خسته شده و دست به همکاری با خانوادهٔ یکی از دانش‌آموزانش به نام کامروا می‌زند و ناخواسته درگیر یک زندگی متفاوت و پردردسر می‌شود.
فصل اول هیولا نظرات مختلفی از منتقدان دریافت کرد. این مجموعه با میانگین ۱۷ میلیون دقیقه تماشا، زمانی پربیننده‌ترین مجموعه شبکه نمایش خانگی بود و در بیستمین دوره جشن حافظ برنده ۴ جایزه از جمله جایزه «بهترین مجموعه تلویزیونی» شد.

## خلاصه داستان
هوشنگ شرافت، معلمی سرشناس و شرافتمند است که در تنگنای مالی قرار دارد و این مسئله بر زندگی خود و خانواده‌اش تأثیر به‌سزایی گذاشته‌است. هوشنگ مادری مریض دارد که توان خرید داروهایش را ندارد. روزی یکی از دانش‌آموزانش به‌نام هوشمند کامروا به او ۳ تراول ۵۰ هزار تومانی می‌دهد و شرایط خرید داروها را پیدا می‌کند، اما می‌فهمد که تراول‌ها تقلبی بوده و برای خرید داروهایش مجبور به خرج آنها می‌شود. در همان حین، با پدر هوشمند یعنی، کامران کامروا، که فردی بسیار پولدار است، آشنا می‌شود و ارتباطاتی با او پیدا می‌کند که باعث می‌شود شریف بودن را کنار بگذارد و ناخواسته صاحب ثروتی بادآورده و سپس درگیر یک ماجرای جنایی می‌شود.

## بازیگران و شخصیت‌ها

#### اصلی
| نام بازیگر       | نقش                          | توضیحات |
| ---------------- | ---------------------------- | --- |
| مهران مدیری      | کامران کامروا                | شوهر فلور و پدر هوشمند. کلاهبردار، پولشو، کلک باز و فردی حقه‌باز است که سعی می‌کند هوشنگ را به سمت خود بکشاند تا کلاهبرداری‌هایش را گردن او بیندازد. |
| فرهاد اصلانی     | هوشنگ شرافت                  | شوهر شهره، پدر هاله و حامد، پسر مهری، فامیل مهرافزون و مینا. معلمی ساده و شریف که در پی اختلاسی، پس‌اندازش توسط مؤسسه «خاف» به مدیریت کامروا، دزدیده می‌شود. هوشنگ در طی ماجراهایی شرافتش را کنار می‌گذارد و درگیر یک زندگی جنایی می‌شود. اصلانی برای عملکرد خود نامزد جایزه حافظ برای بهترین بازیگر مرد کمدی شد. |
| شبنم مقدمی       | شهره شرافت                   | همسر هوشنگ، مادر هاله و حامد. شهره در پی یک اتفاق عاشق هوشنگ شده و طی اتفاقاتی که برای او و هوشنگ می‌افتد به ثروت بادآورده‌شان وابسته می‌شود. هیولا اولین همکاری مقدمی و مدیری است که قرار بوده در ویلای من و باغ مظفر نیز همکاری کنند که این اتفاق نیفتد خود مدیری برای مذاکره کردن برای بازی نقش شهره پیش مقدمی آمد. مقدمی، هیولا را در بالاترین سطح ممکن دانست و اظهار داشت که مخاطبان بی‌شماری از این اثر راضی خواهند بود. مقدمی برای عملکردش در این مجموعه برنده جایزه حافظ برای بهترین بازیگر زن کمدی شد. |
| گوهر خیراندیش    | مهری شرافت                   | مادر هوشنگ، مادربزرگ هاله و حامد و مادرشوهر شهره. مهری، زنی است که مانند شهره وابسته به ثروت بادآورده‌شان می‌شود و در طول این ماجرا عاشق فردی بسیار کم‌سن تر از خود، یعنی داوود می‌شود. خیراندیش در ابتدا از بازی این نقش ترس داشته و به مدیری می‌گفت که از بازی این نقش خوشحال نیست و مهری در چنین سنی ازدواج کند چون نگران بازخوردها بوده‌است اما مدیری به او اطمینان داد این نقش به شخص گوهر خیراندیش لطمه‌ای وارد نخواهد کرد و درواقع تصویرگر زنانی است که فرهنگ جامعه‌شان را فراموش می‌کنند و می‌خواهند همه چیز را عوض کنند و به شخصی دیگر تبدیل شوند. خیراندیش برای عملکردی که در این مجموعه داشت، نامزد جایزه حافظ برای بهترین بازیگر زن کمدی شد. |
| محمد بحرانی      | غضنفر چمچاره/ مهیار مهرافزون | همسر مینا و صاحب‌خانه هوشنگ. او مشکلی خانوادگی با هوشنگ دارد و از زمانی که با مینا ازدواج کرد، قول داد که زندگی‌شان از زندگی هوشنگ بهتر باشد. بحرانی درمورد نقشش اظهار داشت که مهرافزون نمادی از آدم‌های تازه به دوران رسیده جامعه محسوب می‌شود. او همچنین افزود که «به‌طور کلی خانواده چمچاره یا مهرافزون خانواده مثبتی در داستان نیستند، یعنی تازه به دوران رسیده‌هایی بودند که نمی‌شد به آنها دوست‌داشتنی گفت. اما دغدغه شخصی‌ام و تلاشی که داشتم، این بود که علاوه بر اینکه این شخصیت صفت منفی داشته باشد، اما در مجموع مردم از شخصیت چمچاره بدشان نیاید؛ شخصیتی که کارهای کودکانه نیز می‌تواند انجام دهد که تا حدی موفق شدیم و یک جاهایی در روند داستان کارهای مثبتی هم انجام دادیم.» |
| سیما تیرانداز    | مینا شرافت                   | همسر مهرافزون و فامیل هوشنگ. مینا فردی است که از اصالت خود خسته می‌شود و به همین دلیل با مهرافزون ازدواج می‌کند و به همین دلیل، روابطش با خانواده هوشنگ خراب می‌شود. و تیرانداز اظهار داشت که نقش مینا برایش ترسناک بوده و تیپ بازی کردن برایش کار سختی بوده، چرا که نباید از یک حد و اندازه‌ای عدول می‌کرد و باید ضوابط تیپ بازی کردن را رعایت می‌کرد و تیرانداز خیلی خوشحال بود که این اتفاق افتاد. او همچنین افزود که نقش مینا به‌این دلیل برایش ترسناک بوده زیرا کمدی که اکثر اوقات بازی می‌کردند، کمدی‌های موقعیت و واقعی بوده. ولی این کار به شدت بسنده به شخصیت بوده و خیلی می‌توانست اغراق‌آمیز باشد اما خوشبختانه این اتفاق نیفتاد. او همچنین افزود که تمام تلاشش را کرد در عین اینکه تیپ بازی می‌کرد کاراکتر خیلی واقعی باشد. و خوشحال است که از این اتفاق سربلند بیرون آمد، نه به خاطر بازی‌اش بلکه براساس بازتاب‌هایی که از مخاطبان گرفت. |
| نیما شعبان‌نژاد   | هوشمند کامروا                | پسر کامران و فلور. شاگرد مطرود هوشنگ که به‌لطف کمک‌های هوشنگ به شاگرد اول کلاس تبدیل می‌شود. |
| شیلا خداداد      | فلور کامروا                  | همسر کامروا و مادر هوشمند. فلور و کامروا زوجی فقیر بودند که به‌لطف کامروا پولدار می‌شوند. او در طول مجموعه، سعی دارد فرهنگ پولدارها را به شهره بیاموزد و تبدیل به یکی از خودشان کند. خداداد برای عملکردش نامزد جایزه حافظ برای بهترین بازیگر زن کمدی شد. |
| محمدجواد جعفرپور | حامد شرافت                   | پسر هوشنگ و شهره و همکلاسی هوشمند |
| مانیا علیجانی    | هاله شرافت                   | دختر هوشنگ و شهره |
| شکیب شجره        | داوود بیزاکودیل/ شروین       | داروفروش، کارمند بنگاهی و خواستگار مهری. او داروفروشی است که هوشنگ داروهای مهری را از او می‌خرد. داوود، درنهایت مهری را می‌بیند و عاشق او می‌شود و به خواستگاری‌اش می‌رود. شجره برای عملکردش در هیولا، نامزد جایزه حافظ برای بهترین بازیگر مرد کمدی شد. |

#### دوره‌ای
- افشین زی‌نوری در نقش فازید
- عزت‌الله مهرآوران در نقش مجد
- رضا کریمی در نقش محسن سعیدی
- فرزین محدث در نقش ارژنگ نوردیده
- محسن قاضی‌مرادی در نقش جناب پولادتن
- آزیتا ترکاشوند در نقش خانم زحمت‌کش
- عیسی یوسفی‌پور در نقش گدا
- السا فیروزآذر در نقش خانم منصور
- پیمان فاطمی در نقش آقای الهام
- علیرضا آقاخانی در نقش تیشانی
- سیامک احصایی در نقش اردلان
- لادن سلیمانی در نقش ملیکا
- نوشین تبریزی در نقش بیتا
- دنیز متوسلی در نقش مهسا
- پیام احمدی‌نیا در نقش کمالی
- امیر تیموری در نقش ژابیز
- محسن مروی در نقش رستم شرافت

#### مهمان
- میرطاهر مظلومی در نقش مهدی‌قلی‌خان شرافت (جد بزرگ خاندان شرافت)
- چنگیز جلیلوند در نقش محمود شرافت(پدر هوشنگ)
- منوچهر آذر در نقش منصور مدبر

## تولید
در ۱۲ آذر ۱۳۹۷ خبرگزاری برنا اعلام کرد که مهران مدیری قرار است دوباره با پیمان قاسم‌خانی همکاری کند و مجموعه‌ای به‌نام «هیولا» را بسازند. سه روز بعد، مدیری در اینستاگرامش اعلام کرد که هیولا قرار است برای شبکه نمایش خانگی ساخته شود. همچنین مدیری گفت که، ژانر مجموعه هیولا کمدی اجتماعی است و فیلم‌برداری از ۱۷ آذر، آغاز می‌شود. حامد عنقا، نویسنده مجموعه پدر اظهار داشت که احتمالا پیمان قاسم‌خانی و امیر برادران برای هر قسمت بیشتر از ۳۰ میلیون تومان دستمزد می‌گیرند. هیولا، نخستین مجموعه مدیری است که سیامک انصاری در آن حضور ندارد. در همین روز مهراب قاسم‌خانی پستی در اینستاگرام گذاشت و گفت این مجموعه می‌تواند تکانی جدی در شبکه نمایش خانگی باشد. در ۲۲ آذر ۱۳۹۷، خبرگزاری برنا خبر داد که تولید مجموعه هیولا آغاز شده‌است. در ۲۵ دی، برنا گزارش داد که مدیری نقش منفی این مجموعه خواهد بود. در ۲ بهمن مصادف با تولد قاسم‌خانی، از نشان‌واره مجموعه رونمایی شد. به‌دلیل اینکه داستان مجموعه در مکان‌های مختلفی صورت می‌گرفت، محل فیلم‌برداری ثابت نبود. در ۲۸ اردیبهشت ۱۳۹۸ اعلام شد که فیلم‌برداری هیولا به پایان رسیده‌است.

### موسیقی
سازنده موسیقی این مجموعه امیر توسلی است. مانند مجموعه‌های شوخی کردم، ویلای من و در حاشیه، خواننده تیتراژ مدیری نبوده‌است.

## قسمت‌ها
| شم. | عنوان     | کارگردان    | نویسنده        | تاریخ پخش اصلی   |
| --- | --------- | ----------- | -------------- | ---------------- |
| ۱ | «قسمت ۱»  | مهران مدیری | پیمان قاسم‌خانی | ۹ اردیبهشت ۱۳۹۸  |
| محمود شرافت، برای پسرش هوشنگ، داستان یکی از اجدادش یعنی مهدی قلی خان را تعریف می‌کند. مهدی قلی خان جلوی یک وانت را می‌گیرد و برای اینکه بگذارند رد شوند، به او رشوه می‌دهند اما او قبول نمی‌کند، به همین دلیل احمدشاه او را به نزد خود می‌آورد و نام خانوادگی او را شرافت می‌گذارد. محمود پس از تعریف ماجرای نام خانوادگی شان، داستان مرگ مهدی قلی خان را نیز تعریف می‌کند، همچنین پس از تعریف داستان مرگ مهدی قلی خان، داستان نبیره‌های مهدی قلی خان را نیز تعریف می‌کند و داستان خودش نیز تعریف می‌کند. هوشنگ پس از شنیدن این داستان‌ها به پدرش قول می‌دهد که مثل اجدادش شریف زندگی کند. هوشنگ به قولش عمل کرده و در طول سال‌ها، اتفاقات زیادی برای هوشنگ می‌افتد. در مدرسه او یکی از باهوش‌ترین دانش آموزان است، در رشته کارشناسی شیمی قبول می‌شود و تبدیل به اولین عضو از خانواده می‌شود که پا به دانشگاه گذاشت و یک دانشجوی ممتاز می‌شود، با دختری به نام هاله آشنا می‌شود و حتی تا دم ازدواج با او می‌رود، اما به دلایلی هاله با او بهم می‌زند و با کس دیگری آشنا می‌شود، اما خللی در اراده‌اش ایجاد نمی‌کند و سرانجام فوق لیسانس می‌گیرد و به مقام استادی در دبیرستان شرافت در محله خودش می‌رسد. در همان دبیرستان، او با شهره آشنا می‌شود و زن زندگی‌اش را پیدا می‌کند و بالاخره با شهره ازدواج می‌کند. سالها می‌گذرند و هوشنگ زمان حال (دهه ۹۰) را می‌بینیم که منتظر اتوبوس است. او همچنان معلم دبیرستان است و برای خرید داروهای مادرش به مشکل مالی برخورده و خانواده‌اش هم به دلیل تنگدستی او را تحت فشار قرار می‌دهند. همچنین پول‌هایی که در یک مؤسسه مالی به نام خاک پای فرهنگیان (به‌طور مخفف «خاف») گذاشته بود را نیز اختلاس کرده بودند. فردای آن روز، هوشمند یکی از دانش آموزان تنبل کلاسش به او برای روز معلم سه تراول ۵۰ هزار تومانی به او می‌دهد و هوشنگ خدا را شکر می‌کند که مشکل تهیه داروهای مادرش برطرف شده منتها وقتی به نزد آن داروفروش یعنی داوود بیزاکودیل می‌رود، داوود به او می‌گوید که تراول‌ها تقلبی هستند و هوشنگ را متهم به تقلب می‌کند. |           |             |                |                  |
| ۲ | «قسمت ۲»  | مهران مدیری | پیمان قاسم‌خانی | ۱۶ اردیبهشت ۱۳۹۸ |
| هوشنگ، داوود را قانع می‌کند که از عمد آن تراول‌ها را به او نداده و داوود او را رها می‌کند اما به دلیل تقلبی بودن تراول‌ها، داوود، داروهای مهری (مادر هوشنگ) را نمی‌دهد و هوشنگ ناامید به خانه بر می‌گردد. هوشنگ که تحت فشار بیشتری قرار گرفته چاره‌ای جز خرج کردن تراول‌ها نمی‌بیند و همین تصمیم باعث می‌شود، نیمه خوب و نیمه بد او پدیدار شوند و او را نصیحت کنند. درآخر هوشنگ تراول‌ها را خرج می‌کند و داروهای مهری را می‌خرد. فردای آن روز هنوز وجدان هوشنگ در عذاب است و نیمه خوب و نیمه بدش دست از سرش برنداشته اند. پدر هوشمند، یعنی کامران کامروا به ملاقات هوشنگ می‌آید تا دربارهٔ ماجرای تراول تقلبی از او عذرخواهی کند و متوجه می‌شود که هوشمند آن سه تراول تقلبی را به هوشنگ داده چون، کامروا چهار تراول به هوشمند داده بود تا به هوشنگ بدهد. کامروا، هوشنگ را معلم خصوصی هوشمند می‌کند. هوشمند برای پدرش توضیح می‌دهد که فردی به او سه تراول تقلبی داده و وقتی که ماجرای هدیه روز معلم پیش آمده، سه تراول تقلبی را با چهار تراول اصلی عوض می‌کند. در پایان قسمت، متوجه می‌شویم که خانواده هوشنگ، متوجه می‌شوند که پول‌هایی که در مؤسسه مالی گذاشته‌اند مورد اختلاس قرار گرفته و هوشنگ به آنها نگفته. |           |             |                |                  |
| ۳ | «قسمت ۳»  | مهران مدیری | پیمان قاسم‌خانی | ۲۳ اردیبهشت ۱۳۹۸ |
| شهره که از ماجرای اختلاس باخبر شده، زمانی که دارد موهای هوشنگ را رنگ می‌کند، با او درد و دل می‌کند و برای صرفه جویی پول‌هایشان، هزینه دندان پزشکی هوشنگ را از بودجه کم می‌کنند. هوشنگ وقتی این را شنید، ناراحت می‌شود و شهره هم ار ناراحتی هوشنگ، قهر می‌کند. کامروا به هوشنگ پیشنهاد می‌کند که پارتی بازی کند تا هرجوری شده هوشمند در درس شیمی موفق شود تا دیپلمش را بگیرد. هوشنگ مخالفت می‌کند، اما پس از اولتیماتوم صاحب خانه‌اش مهرافزون که با او نسبت فامیلی دارد، هوشنگ درخواست کامروا را قبول می‌کند. «خاف»، قبول کرده که یک میانجی بین معترضین و مدیران انتخاب کند که مذاکراتی برای حقوق معترضین انجام بگیرد. از قضا، «خاف»، هوشنگ را میانجی می‌کنند و هوشنگ می‌فهمد که کامروا نیز یکی از اعضای «خاف» است. آنها ماجرای رئیس قبلی که اختلاس کرده را توضیح می‌دهند و به هوشنگ پیشنهاد می‌کنند که درصورت آرام کردن اوضاع، سهم هوشنگ را پس دهد. هوشنگ مخالفت می‌کند، و با عصبانیت از آنجا می‌رود. کامروا به بقیه اعضا اطمینان می‌دهد که هوشنگ به جمع آنها خواهد پیوست. |           |             |                |                  |
| ۴ | «قسمت ۴»  | مهران مدیری | پیمان قاسم‌خانی | ۳۰ اردیبهشت ۱۳۹۸ |
| مهرافزون برای رفتن هوشنگ از خانه‌اش میهمانی ترتیب می‌دهد و هوشنگ و خانواده‌اش را دعوت می‌کند. در زمان میهمانی، هوشنگ چک اجاره را به مهرافزون می‌دهد و وقتی که می‌فهمد نقشه اش شکست خورده، به هوشنگ پیشنهاد خرید ماشین می‌دهد. هوشنگ هم به‌ناچار سهم خود را از «خاف» می‌گیرد و ماشین را می‌خرد. او به همراه خانواده‌اش به شمال می‌روند، اما به دلیل شلوغی برمی گردند. |           |             |                |                  |
| ۵ | «قسمت ۵»  | مهران مدیری | پیمان قاسم‌خانی | ۱۳ خرداد ۱۳۹۸    |
| هوشنگ در دفتر کامروا است و با حیرت معاملات او را می‌شنود. همچنین کامروا به او می‌گوید که می‌خواهد هوشمند را رئیس ارزی ریالی صندوق «خاف» کند. کامروا هوشنگ را به بهانه آشنایی با کارهای مؤسسه نگه می‌دارد. کامروا درگیر معامله‌ای است و هوشنگ طرف مقابل را راضی می‌کند. کامروا که حیران مانده بعد معامله به تحسین کارهای هوشنگ می‌پردازد. پس از این اتفاقات، هوشنگ، خانواده‌اش را برای اولین بار به یک رستوران لوکس می‌برد. فردای آن روز، کامروا همه جای شرکتشان را نشان می‌دهد و هوشنگ متوجه می‌شود، فقط «خاف» نیست که در آن ساختمان فعالیت می‌کند. پس از تمام اینها، کامروا پیشنهاد دیگری به هوشنگ می‌کند و آن پیشنهاد تبلیغ برای کتاب‌های کمک آموزشی است. هوشنگ بازهم مخالفت می‌کند. وقتی که هوشنگ، این خبر را به خانواده‌اش می‌دهد، شهره به دلیل حماقت هوشنگ گریه‌اش می‌گیرد. |           |             |                |                  |
| ۶ | «قسمت ۶»  | مهران مدیری | پیمان قاسم‌خانی | ۲۰ خرداد ۱۳۹۸    |
| در دبیرستان شرافت، وسط کلاس شیمی، هوشنگ یک کتاب کمک آموزشی در دست یکی از دانش آموزان می‌بیند و بعدش سخنرانی مفصلی دریاره شرافت می‌کند. بعد از آن مطلع می‌شود که هوشمند قرار است به المپیاد برود. بعد از تمام اینها هوشنگ توسط کامروا به یک میهمانی مجلل دعوت می‌شود. در میهمانی، شهره و مهری با فلور (همسر کامروا)، ژیلا زحمت کش (یکی از اعضای «خاف») و بقیه اعضای «خاف» آشنا می‌شوند. |           |             |                |                  |
| ۷ | «قسمت ۷»  | مهران مدیری | پیمان قاسم‌خانی | ۲۷ خرداد ۱۳۹۸    |
| هوشنگ تبلیغ برای کتاب‌های کمک آموزشی را قبول می‌کند. او وقتی به خانواده‌اش می‌گوید، با استقبال مهری و شهره و مخالفت هاله روبرو می‌شود. فردای آن روز، هوشنگ و شهره به خانه کامروا می‌روند. شهره به همراه فلور پیش همسران اعضای دیگر «خاف» می‌روند و کامروا هوشنگ را به «مکاشف» می‌برد تا با رموز آنجا، آشنا شود. |           |             |                |                  |
| ۸ | «قسمت ۸»  | مهران مدیری | پیمان قاسم‌خانی | ۳ تیر ۱۳۹۸       |
| هوشنگ به خانه می‌رود و می‌بیند که شهره موهایش را طلایی کرده و لنز گذاشته‌است. به خانه کامروا می‌رویم و می‌بینیم که فلور به کامروا اطمینان می‌دهد که شهره به‌طور کامل در کنترل اوست. در یک گذشته‌نمایی سه‌ماهه، می‌بینیم که فردی به‌نام فکور که مدیرعامل یکی از شرکت‌های زیرمجموعه «مکاشف» به‌نام «جنگل یاران سبز» (که وظیفه قطع درختان را برای کاغذهای مصرفی «مکاشف» انجام می‌داده)، به‌دلیل اشتباه همکارانش در شکار خرس، کشته می‌شود. همچنین فردی به‌نام تیشانی مدیر منابع طبیعی گشته و با «جنگل یاران سبز» تا نمی‌کند و رشوه نیز قبول نمی‌کند. همچنین تیشانی این شرکت را تحت پیگرد قرار داده و اعضای «خاف» برای فکور مدرک‌سازی نکردند تا اگر کارشان بیخ پیدا کرد، او مقصر جلوه داده شود. آنها پس از سه ماه هیچ مدیرعامل خوبی پیدا نکردند تا اینکه به زمان حال بازمی‌گردیم و می‌بینیم که کامروا در رستورانی است و قصد دارد هوشنگ را مدیرعامل «خاک پای فرهنگیان» کند. هوشنگ مخالفت می‌کند اما پس از شنیدن حقوقش، بعد از یک شب سخت با شهره، قبول می‌کند. همچنین می‌بینیم که هوشنگ در مدرسه است و آن کتاب‌های کمک‌آموزشی که تبلیغشان را می‌کرده برای مدرسه خودش نیز سفارش داده و توسط یکی از کارمندان «داف» (از شرکت‌های زیرمجموعه «خاف») تحویل داده می‌شود. همچنین در این قسمت اعضای «خاف» شایعه‌ای مبتنی یر فرار نوردیده، رئیس «خاف» درست می‌کنند تا معترضین را گول بزنند. |           |             |                |                  |
| ۹ | «قسمت ۹»  | مهران مدیری | پیمان قاسم‌خانی | ۱۰ تیر ۱۳۹۸      |
| مهرافزون درحال بحث با یکی از اعضای شورای محله است که نام کوچه شرافت را به مهرافزون تغییر دهد که هوشنگ را می‌بیند که تلویزیونی بزرگ خریده و به‌سمت خانه می‌رود. مهرافزون از مغازه‌اش بیرون و به‌سمت خانه هوشنگ می‌رود که دربارهٔ تلویزیون پرس‌وجو کند و هوشنگ به او دروغ می‌گوید تا واقعیت پشت تلویزیون پنهان بماند. مهرافزون بی‌خیال نمی‌شود و به یک تلویزیون فروشی می‌رود تا مارک آن تلویزیون را شناسایی کند. پس از این اتفاق، هوشنگ و خانواده‌اش به شمال سفر می‌کنند تا زمینشان را ببینند. پس از برگشتش، کامروا مراسم معارفه با کارمندان «جنگل یاران سبز» برگزار می‌کند. |           |             |                |                  |
| ۱۰ | «قسمت ۱۰» | مهران مدیری | پیمان قاسم‌خانی | ۱۷ تیر ۱۳۹۸      |
| در «جنگل یاران سبز»، هوشنگ، کاملاً حوصله‌اش سر رفته و تصمیم می‌گیرد با ماشین جدیدش به دور زدن در شهر مشغول شود. در شمال، می‌بینیم که تیشانی و همکارانش یک محلی که در حال قاچاق چوب بوده را دستگیر کرده‌اند و درحال بازجویی با او هستند. چند دقیقه بعد تیشانی و همکارش کمالی، یک نفوذی را دستگیر می‌کنند. در مغازه محله شرافت، هوشنگ یک پنیر خارجی و یک مارچوبه می‌خرد. درهمان لحظه، مهرافزون وارد می‌شود و وقتی خریدهای هوشنگ را می‌بیند، به او مشکوک‌تر می‌شود. وقتی هوشنگ به خانه می‌رود، خانواده‌اش به‌دلیل نجات دادنشان از تنگدستی برایش یک میهمانی غافلگیری گرفته‌اند. بعد از آن می‌بینیم که مهرافزون با همسرش مینا درحال حرف زدن است و ماجرای مارچوبه را نیز برایش تعریف می‌کند و به‌شدت اعصابش خرد است. زمانی که دارند شام می‌خورند، هوشنگ قضیه ماشین جدید را به آنها می‌گوید و فردای همان روز، با آن ماشین به دور زدن در شهر مشغول می‌شوند. در صحنه بعدی می‌بینیم که تیشانی و کمالی، دارند از یکی دیگر از هم‌دستان «جنگل یاران سبز» بازجویی می‌کنند |           |             |                |                  |
| ۱۱ | «قسمت ۱۱» | مهران مدیری | پیمان قاسم‌خانی | ۲۴ تیر ۱۳۹۸      |
| مینا، برای دیدن اموال جدید هوشنگ، به خانه‌اش می‌رود و پس از تمام تعریف‌های شهره و مهری، دچار شوک می‌شود. بعد از آن شهره و هوشنگ برای خرید خانه در اندرزگو به یکی از خانه‌های آنجا می‌روند و هوشنگ می‌فهمد که مسئول بنگاهی که درحال معرفی خانه به اوست و خود را شروین معرفی کرده، همان داوود بیزاکودیل داروفروش است. آنها پس از دویدن‌های بسیار داوود، بالاخره خانه مناسب خود را پیدا می‌کنند. بعد از این، هوشنگ، شهره را به محل کار خود می‌برد و کارمندان آنجا را به او معرفی می‌کند. هوشنگ می‌فهمد که معترضین «خاف» برای فرار نوردیده دوباره تجمع کرده‌اند و هوشنگ اعضای «خاف» را قانع می‌کند که به این کلک خاتمه بدهند. |           |             |                |                  |
| ۱۲ | «قسمت ۱۲» | مهران مدیری | پیمان قاسم‌خانی | ۳۱ تیر ۱۳۹۸      |
| هوشنگ، درحال خرید جنس خارجی از مغاره محله‌شان است که با مهرافزون برخورد می‌کند. وقتی که مهرافزون او را می‌بیند، حرف‌های کنایه‌آمیز به او می‌زند و وقتی کامروا پیامی برای او می‌فرستد که کمک مالی‌اش جور شده، مهرافزون را در مغازه ضایع می‌کند. فردای آن روز، تیشانی و کمالی دو کارمند شعبه شمال «جنگل یاران سبز» را دستگیر می‌کنند و چون به هیچ جایی نمی‌رسند، دادسرا آنها را به تهران می‌فرستند تا در این مورد تحقیقات بیشتری بکنند. در صحنه بعد می‌بینیم که هوشنگ، هوشمند و کامروا، به شعبه اصلی «خاف‌بانک» می‌روند تا پول را به حساب هوشنگ واریز کنند. همچنین کامروا متوجه می‌شود که هوشمند از حسابش دزدی می‌کرده و وقتی که می‌خواهد او را تنبیه کند، می‌فهمد که هوشمند از او مدرک دارد که با زنان دیگری هم رابطه داشته و بی‌خیالش می‌شود. بعد از اینکه پول به حساب هوشنگ واریز شد، آنها از «خاف‌بانک» خارج می‌شوند و مهرافزون درحال جاسوسی آنهاست. جاسوسی مهرافزون به شکست منجر می‌شود و کامروا، هوشنگ را به «جنگل یاران سبز» می‌رساند. هوشنگ به خانه‌اش زنگ می‌زند و شهره از او می‌خواهد که با کارمندش با داد و فریاد برخورد کند و او نیز همین‌کار را می‌کند. در همان تیشانی، کمالی و همکار دیگرشان به آنجا می‌رسند و می‌خواهند مخفیانه درآنجا تحقیق کنند، اما موفق نمی‌شوند. در صحنه‌های بعدی، جلسه اعضای «خاف»، فال‌گیری یکی از همسران اعضای «خاف» و شام خوردن کامروا با خانواده‌اش را شاهد هستیم. |           |             |                |                  |
| ۱۳ | «قسمت ۱۳» | مهران مدیری | پیمان قاسم‌خانی | ۷ مرداد ۱۳۹۸     |
| هوشنگ، کامروا، ژابیز (کارشناس هنری «خاف»)، هوشمند و فلور به یک نمایشگاه هنری می‌روند و یکی از تابلوهای فردی به نام مدبر را به گرانترین قیمت می‌خرند. کامروا در اثر تلفن خانم زحمت‌کش، بیرون می‌رود و فلور هم دنبالش می‌آید. فلور با مدرکی ثابت می‌کند که همه‌چیز را می‌داند. تیشانی و کمالی در تهران، به اتاقی در یک کلانتری می‌روند تا اعضای هیئت‌مدیره «جنگل یاران سبز» که دستگیر شده‌اند را ببیند، اما می‌فهمند که، کسانی که دستگیر شده‌اند فقط گول خوردگان هستند. مهرافزون هنوز درحال جاسوسی از هوشنگ است و وقتی که می‌فهمد ۲۰ میلیارد تومان در حساب هوشنگ است، شوکه می‌شود و وقتی این خبر را به مینا می‌دهد، مینا غش می‌کند. فلور به بقیه همسران اعضای «خاف» ماجرای زحمت‌کش را می‌گوید. هوشنگ می‌فهمد که مهری، دوست پسر پیدا کرده و به‌شدت عصبانی می‌شود، اما شهره و مهری او را قانع می‌کنند که این دوست پسر با مهری ازدواج کند. وقتی که زحمت‌کش به بخش «گاخاف» می‌رسد، اعضا و کارمندان آنجا با رفتار بدی با او برخورد می‌کنند. کمی بعد ژابیز نیز می‌میرد. |           |             |                |                  |
| ۱۴ | «قسمت ۱۴» | مهران مدیری | پیمان قاسم‌خانی | ۱۴ مرداد ۱۳۹۸    |
| مهرافزون هنوز درحال جاسوسی هوشنگ است و از ماجرای شرکتش باخبر می‌شود. دوست پسر مهری برای خواستگاری به خانه آنها می‌آید و هوشنگ و شهره و بچه‌هایشان متوجه می‌شوند که خواستگار همان داوود است. درحین خواستگاری هوشنگ به شهره قول می‌دهد که سبیلش را بزند. مهرافزون تصمیم می‌گیرد به کمک یکی از فامیل‌هایش به شرکت هوشنگ نفوذ کند و درآخر به جرم نابودی مدارک جنایی شرکت دستگیر می‌شود. همچنین کامروا بخش «داف» را به هوشنگ معرفی می‌کند. |           |             |                |                  |
| ۱۵ | «قسمت ۱۵» | مهران مدیری | پیمان قاسم‌خانی | ۲۰ مرداد ۱۳۹۸    |
| هوشنگ و بقیه اعضای «خاف» به خاک‌سپاری ژابیز می‌روند. مهرافزون که دستگیر شده، هوشنگ را به تیشانی و کمالی معرفی می‌کند تا او را دستگیر کنند، غافل از اینکه نقشه در آخر کار عوض شده و قربانی از هوشنگ به زحمت‌کش تغییر می‌کند. هوشنگ نیز اعتبارش را در مدرسه و بقیه معترضین از دست می‌دهد. |           |             |                |                  |
| ۱۶ | «قسمت ۱۶» | مهران مدیری | پیمان قاسم‌خانی | ۲۸ مرداد ۱۳۹۸    |
| کمالی برای تحقیقات آخر به مجموعه «خاف» می‌آید و کامروا کمی جرم دیگر هم به جرایم زحمت‌کش اضافه می‌کند. اعضای «خاف» می‌فهمند که ژابیز قبل از مرگش چندین نقاشی پرینت‌شده را به فروش رسانده و مدارک کارشناسی‌اش را به‌نام «گاخاف» ثبت کرده. پس از فهمیدن این موضوع، آنها دنبال کسی می‌گردند تا کارهای ژابیز را ادامه دهد و کامروا، هوشنگ را پیشنهاد می‌دهد. هوشنگ از یک معلم خوب به یک معلم وظیفه‌نشناس تبدیل شده و پس از تماس کامروا، سریعاً خود را به «گاخاف» می‌رساند. آنها به هوشنگ پیشنهاد شغل مشاور هنری «گاخاف» را می‌دهند و هوشنگ قبول می‌کند. در همین حین مهرافزون از زندان آزاد می‌شود و هوشنگ به خانه می‌رود تا خبر همکاری مجددش را به اعضای خانواده‌اش بدهد. روز بعد، کامروا، هوشنگ را به دفترش می‌برد و همچنین به هوشنگ درمورد شایعه‌ای دربارهٔ یک روح سرگردان که در طبقه بالای دفترش زندگی می‌کند، اطلاع می‌دهد. پس از آن می‌بینیم که هوشنگ برای خرید آثار هنری، به چند گالری نقاشی رجوع می‌کند و بعدش به خانه‌اش بر می‌گردد. روز بعد، هوشنگ صداهایی را از طبقه بالا می‌شنود و مراد او را می‌ترساند. |           |             |                |                  |
| ۱۷ | «قسمت ۱۷» | مهران مدیری | پیمان قاسم‌خانی | ۴ شهریور ۱۳۹۸    |
| هوشنگ با خانواده‌اش به یک گالری هنری می‌روند و کمی هم آنجا را به هم می‌ریزند. در همین حین، مهرافزون برای انتقام، به هوشنگ زنگ می‌زند و به او می‌گوید که دیگر نمی‌خواهد خانه را به او اجاره دهد و هوشنگ هم قبول می‌کند و مهرافزون نیز متعجب می‌شود. هوشنگ، یک نقاشی بزرگ و ارزان‌قیمت را می‌خرد و با تعجب و ناخشنودی اعضای «خاف» مواجه می‌شود. پس از آن، مهرافزون به دفتر هوشنگ می‌رود تا دربارهٔ خالی شدن خانه صحبت کنند. در همین صدایی از طبقه بالای دفتر می‌آید و هوشنگ نیز ماجرای روح سرگردان را برای مهرافزون تعریف می‌کندو به همین دلیل از آنجا می‌گریزند. هوشنگ به سمت دفتر کامروا می‌رود تا چند تابلوی گران‌قیمت را تحویل بگیرد. همچنین هوشنگ در آنجا سعی می‌کند که کامروا را قانع کند که در دفترش روح وجود دارد، اما کامروا قانع نمی‌شود. بعد از چند دقیقه، کامروا شوک بزرگی به هوشنگ وارد می‌کند و به او می‌گوید که رئیس بانکی که مسئول وام خانه هوشنگ بود دستگیر شده، و هوشنگ پولی برای خرید خانه ندارد و به همین دلیل مجبور می‌شود که مهرافزون را به شام دعوت کند تا راضی شود که چندروز دیگر هم در آن خانه بمانند. پس از آن هوشنگ پیش اردلان می‌رود تا تابلو هارا ارزش‌گذاری کند. |           |             |                |                  |
| ۱۸ | «قسمت ۱۸» | مهران مدیری | پیمان قاسم‌خانی | ۱۱ شهریور ۱۳۹۸   |
| هوشنگ به دفتر اردلان می‌رود و اردلان برایش تابلو هارا قیمت گذاری می‌کند. در میهمانی که در خانه هوشنگ برقرار است، هوشنگ و مهرافزون ماجرای روح سرگردان را برای بقیه اعضای خانواده تعریف می‌کند. داوود آنها را به چالشی با این مضمون که هرکس بتواند تا کامل طبقه بالا برود و برگردد، یک مرد شجاع است. وقتی که آنها به طبقه بالا می‌روند، به منصور مدبر برمی‌خورند که ماه‌هاست در آنجا زندانیست. آنها مدبر را به خانه می‌آورند و به‌دلیل قیمت‌های گرانی که نقاشی‌هایش دارند، تصمیم به نگهداشتن او می‌کنند. کامروا به لطف دوربین‌های مداربسته از ماجرا با خبر می‌شود. |           |             |                |                  |
| ۱۹ | «قسمت ۱۹» | مهران مدیری | پیمان قاسم‌خانی | ۲۵ شهریور ۱۳۹۸   |
| هوشنگ، مهرافزون و داوود، مدبر را برای در امان ماندن از کامروا به شمال می‌برند. آنها در یک رستوران سرراهی توقف می‌کنند و کامروا به هوشنگ زنگ می‌زند و به او اطلاع می‌دهد که خانواده‌اش را گروگان گرفته‌است و اگر مدبر را پس ندهند، آبروی هوشنگ را خواهد برد و هوشنگ به زندان خواهد افتاد. آنها به تهران بر می‌گردند، هوشنگ بر سر دوراهی اخلاقی قرار می‌گیرد و تصمیم به لو دادن کامروا می‌گیرد. مهرافزون و داوود به لطف ردیابی که داوود به تلفن همراه مهری چسبانده جای آنها را پیدا می‌کنند و آنها را نجات می‌دهند. هوشنگ نیز کامروا را لو می‌دهد و به زندان می‌افتد و پس از سه ماه آزاد می‌شود. در این مدت هوشمند جای پدرش را گرفته و رئیس مافیای پدرش شده‌است. هوشنگ در هنگام خرید می‌فهمد که تراولی که به فروشنده داده تقلبی است و پس از خرید به پارکی رفته و تراول را مچاله می‌کند و به درون سطل آشغال می‌اندازد و می‌رود، اما بر می‌گردد و تراول را برمی‌دارد و سیگاری روشن می‌کند و می‌رود. |           |             |                |                  |

## پخش
پخش مجموعه هیولا از روز دوشنبه ۹ اردیبهشت ۱۳۹۸ و از رسانه خانگی شروع شد. پخش این مجموعه در روزهای دوشنبه صورت می‌گرفت. دوبار در پخش این مجموعه اتفاقاتی افتاد. دفعه اول به‌دلیل ایام شب قدر بود که قسمت پنجم مجموعه پخش نشد و پخش آن به ۱۳ خرداد موکول شد. دفعه دوم به‌خاطر تعطیلی ۲۱ مرداد بود و قسمت پانزدهم درعوض در ۲۰ مرداد پخش شد. فصل دوم این مجموعه تحت عنوان دراکولا از پلتفرم‌های فیلیمو و نماوا آغاز شد و از تاریخ ۳ فروردین ۱۴۰۰ پخش شد.

### نسخه نابینایان
مجموعه «سوینا» به سرپرستی گلاره عباسی در پنجمین برنامه اکران فیلم خود که ظهر روز پنجشنبه ۲۵ مهر ۱۳۹۸ در پردیس سینمایی چارسو برگزار شد، نسخه توضیح‌دار قسمت اول مجموعه که توسط نیما رئیسی روایت شده‌است، برای نابینایان نمایش داده شد. در مراسم نسخه توضیح‌دار، شبنم مقدمی و محمد بحرانی از بازیگران این مجموعه و همچنین احمدی تهیه‌کننده این مجموعه حضور داشتند. محمد بحرانی پیش از اکران نسخه توضیح‌دار، بخش‌هایی کوتاه از ترانه‌های معروف شخصیت «جناب‌خان» برنامه تلویزیونی «خندوانه» را با همراهی حاضران در مراسم، اجرا کرد. مهران مدیری نیز در پیامی صوتی که در سالن پخش شد، اعلام کرد که در همکاری با «سوینا» و فعالیت‌های گلاره عباسی برای نابینایان، نسخه توضیح‌دار مجموعه را در اختیار نابینایان قرار می‌دهد.

### میزان بیینده
هیولا با وجود انتقاداتش، با میانگین ۱۷ میلیون دقیقه تماشا، پربیننده‌ترین مجموعه شبکه نمایش خانگی شد.

## بازخورد
هیولا نظرات مخلوطی از منتقدان دریافت کرد. مسعود فراستی در بخشی از برنامه هفت به نقد هیولا پرداخت و درباره‌اش گفت: «مهران مدیری با این هیولا چنان سقوطی کرده که هر چقدر هم بچه خوبی باشد راه نجات ندارد.» همچنین فراستی افزود که آن چند دقیقه‌ای که از مجموعه دیده، آزاردهنده بوده‌است. به‌نظر مینا سهیلی، ایرادات هیولا کمبود صحنه‌های خنده‌دار، داستان، شباهتش با بریکینگ بد، فیلم‌نامه و ریتم کند مجموعه، پایان‌بندی عجیب و شخصیت‌پردازی خصوصاً شخصیت هوشنگ (با بازی فرهاد اصلانی) هستند. اما به‌نظر صوفیا نصرالهی منتقد سینما، بازی اصلانی، نقطه قوت مجموعه است. او همچنین اظهار داشت که بیشتر لحظات خنده‌دار مجموعه برروی موقعیت‌ها و بازی‌های شبنم مقدمی و فرهاد اصلانی می‌گذرد. مجتبی احمدی، دبیر گروه فرهنگ و هنر خبرگزاری برنا، بازی‌های خوب مجموعه را ستود و به نبود داستان قوی و کم آوردن مجموعه در قسمت‌های پایانی انتقاد کرد. رسول خردمندی، منتقد وبسایت سرگرمی، نمره ۷٫۵ را به این فصل داد و درباره آن گفت: «هیولا با قدرت ماجرایش را آغاز کرد اما مثل دیگر آثار مهران مدیری در پایان‌بندی ناب و ایده‌ آل شکست خورده است. اگر دلتان می‌خواهد یک داستان متفاوت اما با همان چارچوب‌های همیشگی مهران‌ مدیری در خلق سریال‌ها همراه باشید، فصل اول هیولا را از دست ندهید که با تماشای هر قسمت از آن باید خون گریه کنید تا خنده!». خردمندی، شخصیت‌پردازی هوشنگ شرافت، به نمایش کشیدن مفاسد اجتماعی جامعه کنونی ایران، تعامل مهران مدیری با فرهاد اصلانی را مورد تحسین قرار دارد و برآیند خنثی شخصیت‌های فرعی در پایان فصل اول، شیوه روایت، بلاتکلیف ماندن خط داستانی کارآگاه‌های قصه، نمایش رفتار مهرافزون و همسرش را مورد انتقاد قرار داد.

### فروش
فصل اول هیولا، با میانگین ۱۷ میلیون دقیقه تماشا، زمانی پربیننده‌ترین مجموعه شبکه نمایش خانگی بود. رکورد هیولا توسط مجموعه «مانکن» شکسته شد.

## جوایز و نامزدها
هیولا در بیستمین دوره جشن حافظ برنده ۴ جایزه شد. همچنین این مجموعه در حافظ برنده جایزه «بهترین مجموعه تلویزیونی» شد.
| ۱۳۹۹ | بیستمین دوره جشن حافظ |                                  |                               |          |
| ۱۳۹۹ | بیستمین دوره جشن حافظ | بهترین مجموعه تلویزیونی          | مهران مدیری و سید مصطفی احمدی | برنده    |
| ۱۳۹۹ | بیستمین دوره جشن حافظ | بهترین کارگردانی تلویزیونی       | مهران مدیری                   | برنده    |
| ۱۳۹۹ | بیستمین دوره جشن حافظ | بهترین بازیگر زن کمدی تلویزیونی  | شیلا خداداد                   | نامزدشده |
| ۱۳۹۹ | بیستمین دوره جشن حافظ | بهترین بازیگر زن کمدی تلویزیونی  | گوهر خیراندیش                 | نامزدشده |
| ۱۳۹۹ | بیستمین دوره جشن حافظ | بهترین بازیگر زن کمدی تلویزیونی  | شبنم مقدمی                    | برنده    |
| ۱۳۹۹ | بیستمین دوره جشن حافظ | بهترین فیلمنامه تلویزیونی        | پیمان قاسم‌خانی                | برنده    |
| ۱۳۹۹ | بیستمین دوره جشن حافظ | بهترین بازیگر مرد کمدی تلویزیونی | مهران مدیری                   | نامزدشده |
| ۱۳۹۹ | بیستمین دوره جشن حافظ | بهترین بازیگر مرد کمدی تلویزیونی | فرهاد اصلانی                  | نامزدشده |
| ۱۳۹۹ | بیستمین دوره جشن حافظ | بهترین بازیگر مرد کمدی تلویزیونی | شکیب شجره                     | نامزدشده |